# Rušmi Čakravárthíová
Rušmi Čakravárthíová, anglicky Rushmi Chakravarthi (* 9. října 1977 Hajdarábád) je indická profesionální tenistka. Ve své dosavadní kariéře na okruhu WTA Tour nevyhrála žádný turnaj. V rámci okruhu ITF získala do srpna 2012 jedenáct titulů ve dvouhře a třicet čtyři ve čtyřhře, nejvíce z indických hráček v historii ITF.
Na žebříčku WTA byla ve dvouhře nejvýše klasifikována v září 2004 na 310. místě a ve čtyřhře pak v červnu 2004 na 252. místě.

## Tenisová kariéra
Do profesionálního tenisu vstoupila v září 2006 prvním kolem turnaje WTA Tour – Sunfeast Open, hraném v indické Kalkatě.
V rámci Africko-asijských her 2003 v rodném Hajdarábádu získala zlatou medaili v ženské čtyřhře a v družstvech a stříbrný kov ve dvouhře a smíšené čtyřhře.
Na Hrách Commonwealthu 2010 se ve dvouhře probojovala do čtvrtfinále, v němž nestačila na Britku Katie O'Brienovou. V soutěži ženské čtyřhry získala spolu se Saniou Mirzaovou bronzovou medaili.
Ve fedcupovém týmu Indie debutovala v roce 1994 utkáním 1. skupiny zóny Asie a Oceánie proti Sýrii, v němž vyhrála dvouhru i čtyřhru. Do srpna 2012 v něm nastoupila ke dvaceti šesti mezistátním utkáním s bilancí 3–7 ve dvouhře a 11–11 ve čtyřhře.
Indii reprezentovala se Saniou Mirzaovou na londýnských Letních olympijských hrách 2012 v soutěži ženské čtyřhry poté, co pár obdržel jedno z osmi pozvání ve formě divoké karty od Mezinárodní tenisové federace.

## Tituly na turnajích okruhu ITF
| $100,000 tournaments |
| $75,000 tournaments  |
| $50,000 tournaments  |
| $25,000 tournaments  |
| $10,000 tournaments  |
| $5,000 tournaments   |

### Dvouhra: 11
| Č.  | Datum             | Turnaj        | Povrch  | Soupeřka ve finále      | Výsledek      |
| --- | ----------------- | ------------- | ------- | ----------------------- | ------------- |
| 1.  | 8. listopadu 1998 | Ahmadábád     | tvrdý   | Sai-Jayalakshmy Jayaram | 7:6, 6:3      |
| 2.  | 22. dubna 2001    | Čandígarh     | tvrdý   | Dea Sumantriová         | 6:2, 6:4      |
| 3.  | 16. září 2001     | Nové Dillí    | tvrdý   | Shruti Dhawan           | 6:4, 5:7, 6:4 |
| 4.  | 15. září 2002     | Maisúr        | antuka  | Sai-Jayalakshmy Jayaram | 6:2, 6:1      |
| 5.  | 20. dubna 2003    | Muzaffarnágar | tráva   | Cheli Bargilová         | 6:0, 6:4      |
| 6.  | 30. května 2004   | Laknaú        | tráva   | Ankita Bhambriová       | 6:2, 2:6, 7:6 |
| 7.  | 6. červen 2004    | Nové Dillí    | koberec | Ankita Bhambriová       | 6:4, 6:4      |
| 8.  | 5. září 2004      | Nové Dillí    | tvrdý   | Sai-Jayalakshmy Jayaram | 6:3, 6:2      |
| 9.  | 19. prosince 2004 | Guargaon      | antuka  | Ankita Bhambriová       | 6:7, 7:6, 6:4 |
| 10. | 4. května 2008    | Cochin        | antuka  | Magda Okruašviliová     | 6:4, 7:5      |
| 11. | 15. června 2008   | Guargaon      | tvrdý   | Ankita Bhambriová       | 6:4, 6:2      |